# Emiliano Mozzone
Emiliano Gastón Mozzone Sueiro (Montevideo, 23 aprile 1998) è un calciatore uruguaiano, attaccante dello Sp. Italiano.

## Carriera
Ha giocato nella massima serie dei campionati uruguaiano ed albanese.